# 吉兴乡
吉兴乡是中国黑龙江省哈尔滨市木兰县下辖的一个乡，位于县境南部。